# Glombak
Glombak, äldre namn Glombæk,  är en sjö i Danmark.   Den ligger i Region Nordjylland, i den norra delen av landet, 260 km nordväst om Köpenhamn. Arean är 1,2 kvadratkilometer. 